# Jorge Guagua
Jorge Daniel Guagua Tamayo (Esmeraldas, 28 settembre 1981) è un ex calciatore ecuadoriano, di ruolo difensore.